# Амагасакі
Амаґаса́кі ('яп. 尼崎市) — місто в Японії, на півдні острова Хонсю, у префектурі Хьоґо; фактично передмістя м. Осака. Населення — 455 555 осіб (1 листопада 2022)  особи.

## Комунікації
Порт, залізнична станція.

## Господарка
Чорна металургія, машинобудування, хімічна, склокерамічна та бавовняна промисловість.